# Бастроп (Луизијана)
Бастроп (енгл. Bastrop) град је у америчкој савезној држави Луизијана.

## Демографија
По попису из 2010. године број становника је 11.365, што је 1.623 (-12,5%) становника мање него 2000. године.
| Група             | 2000.         | 2010.         |
| Белци             | 4.485 (34,5%) | 2.906 (25,6%) |
| Афроамериканци    | 8.377 (64,5%) | 8.236 (72,5%) |
| Азијати           | 20 (0,2%)     | 45 (0,4%)     |
| Хиспаноамериканци | 90 (0,7%)     | 86 (0,8%)     |
| Укупно            | 12.988        | 11.365        |